# Platyjionia sada
Platyjionia sada är en fjärilsart som beskrevs av Swinhoe 1903. Platyjionia sada ingår i släktet Platyjionia och familjen nattflyn. Inga underarter finns listade i Catalogue of Life.